# Netzwerkanalyse (Elektrotechnik)
Als Netzwerkanalyse bezeichnet man in der Elektrotechnik die Vorgehensweise, in einem Netzwerk (siehe Bild) aus den bekannten Werten der Schaltelemente sowie den vorgegebenen Quellgrößen alle Ströme und Spannungen zu berechnen. Von Hand und mit analytischen Methoden können mit realistischem Aufwand nur lineare Systeme untersucht werden. Die rechnergestützte Schaltungssimulation dagegen beruht vorwiegend auf iterativen Näherungsverfahren, benötigt sehr viele Rechenschritte, kann aber auch mit nichtlinearen Bauelementen umgehen.

Einfaches elektrisches Netzwerk bestehend aus zwei Maschen und folgenden Bauelementen: 2 Spannungsquellen und 4 Widerstände.

## Allgemein
In einem Netzwerk sind die Zusammenhänge zwischen allen auftretenden Strömen bzw. allen auftretenden Spannungen durch die nach dem deutschen Physiker Gustav Robert Kirchhoff benannten kirchhoffschen Regeln beschrieben.
Der Zusammenhang zwischen Strom und Spannung ist durch das ohmsche Gesetz beschrieben, welches die Bauelementegleichung von Widerständen beschreibt.
Voraussetzung sind lineare Schaltelemente und eine lineare Kennlinie im Gegensatz z. B. zur Diode.
Bei nicht reellen Widerständen wird die sogenannte komplexe Rechnung erforderlich. So lässt sich auch eine Analyse für Wechselspannung durchführen, wobei jede betrachtete Frequenz einzeln zu berechnen ist.
Damit eine Netzwerkanalyse möglich ist, werden in dem Netzwerk Knotenpunkte, Zweige und Maschen definiert. Mithilfe der kirchhoffschen Regeln und den Strom-Spannungs-Beziehungen der Zweipole können ihnen dann Gleichungen zugeordnet werden. Damit die mathematischen Gleichungssysteme zu einer eindeutigen Lösung führen, müssen die jeweiligen Gleichungen voneinander unabhängig sein.

Knoten 1 des Netzwerks

Ein Knotenpunkt ist dabei ein Punkt im Netzwerk, in dem eine Stromverzweigung auftritt. Wenn ein Netzwerk {\displaystyle k} Knotenpunkte besitzt, dann gibt es insgesamt nur {\displaystyle (k-1)} unabhängige Knotengleichungen. Eine hiervon in dem gezeigten Beispiel ist
{\displaystyle I_{1}-I_{2}+I_{3}=0}.

Zweig 1 des Netzwerks

Ein Zweig ist die Verbindung zweier Knoten durch Zweipolelemente. Wenn das Netzwerk {\displaystyle z} Zweige besitzt, dann gibt es insgesamt auch {\displaystyle z} unabhängige Zweiggleichungen.
Im dargestellten Beispiel sind die Zweiggleichungen nach Ausnutzung der Bauelementgleichungen:
{\displaystyle U_{z1}=R_{1}\cdot I_{1}-U_{q1}}
{\displaystyle U_{z2}=R_{2}\cdot I_{2}}
{\displaystyle U_{z3}=R_{3}\cdot I_{3}+R_{4}\cdot I_{3}-U_{q2}}
 
Als (vollständigen) Baum bezeichnet man ein Gerüst aus Zweigen, welches alle Knoten verbindet, wobei kein Knoten zweimal berührt werden darf. Anschaulich ausgedrückt, die gebildete Struktur darf keine Möglichkeiten bieten, um im Kreis zu gehen. Für den Baum sind verschiedene Varianten möglich. Insgesamt sind bei einem vollständig vermaschten Netzwerk (jeder Knoten hat einen Zweig zu jedem anderen Knoten) {\displaystyle k^{k-2}} Varianten denkbar. Im vorliegenden Beispiel ergeben sich drei unterschiedliche Bäume, da mehr als ein Zweig zwei Knoten miteinander verbindet.
Die einzelnen Zweige im Baum werden Baumzweige oder Äste genannt. Wegen des Aufbaus des Baumes gibt es {\displaystyle a=k-1} Äste.
Alle Zweige, die nicht zum Baum gehören, bezeichnet man als Sehnen oder auch Verbindungszweige. Deren Anzahl entspricht der Zahl unabhängiger Maschengleichungen {\displaystyle (z-(k-1))}, die mit Hilfe des Maschensatzes aufgestellt werden können.

Masche 2 des Netzwerks

Eine Masche ist ein über Zweige geschlossener Umlauf. Für eine einfache Analyse sollte stets ein Umlauf über nur eine Sehne bzw. einen Verbindungszweig gewählt werden. Für den Fortlauf wird dieser Weg genutzt.
Der Umlaufsinn der {\displaystyle m} unabhängigen Maschen kann willkürlich festgelegt werden, ist jedoch relevant für spätere Berechnungen.
Im Beispiel sind die folgenden zwei Maschenumläufe gewählt.
{\displaystyle M1\colon \ -U_{q1}+U_{1}+U_{2}=0}
{\displaystyle M2\colon \ U_{q2}-U_{3}-U_{4}-U_{2}=0}
Somit existieren {\displaystyle k-1} unabhängige Knotengleichungen, {\displaystyle m=z-(k-1)} unabhängige Maschengleichungen und für jeden Zweig eine Zweipolgleichung, also {\displaystyle z} Zweipolgleichungen. Mit diesem Gleichungssystem aus {\displaystyle 2z} Gleichungen lassen sich deshalb alle {\displaystyle 2z} „gesuchten Größen“, d. h. alle {\displaystyle z} Zweigströme und alle {\displaystyle z} Zweigspannungen eindeutig ermitteln.

## Zweigstromanalyse
Zur Lösung mittels Zweigstromanalyse werden alle unabhängigen Knotengleichungen und die unabhängigen Maschengleichungen aufgestellt. Anschließend werden diese sortiert, indem man diese nach Strom/Widerstand auf der einen Seite der Gleichung und Spannungen auf der anderen Seite aufreiht. Als Ergebnis erhält man ein lineares Gleichungssystem.
Im gezeigten obigen Beispiel folgt hiermit dann in geordneter Reihenfolge (Knotengleichung 1, Maschengleichung 1 und Maschengleichung 2):
{\displaystyle K1\colon \ I_{1}-I_{2}+I_{3}=0}
{\displaystyle M1\colon \ I_{1}R_{1}+I_{2}R_{2}=U_{q1}}
{\displaystyle M2\colon \ -I_{2}R_{2}-I_{3}R_{3}-I_{3}R_{4}=-U_{q2}}
In Matrixschreibweise lautet nun das Gleichungssystem:
{\displaystyle {\begin{pmatrix}1&-1&1\\R_{1}&R_{2}&0\\0&-R_{2}&-R_{3}-R_{4}\end{pmatrix}}\cdot {\begin{pmatrix}I_{1}\\I_{2}\\I_{3}\end{pmatrix}}={\begin{pmatrix}0\\U_{q1}\\-U_{q2}\end{pmatrix}}}
Zur Lösung des linearen Gleichungssystems gibt es Standardmethoden, die hierfür genutzt werden können.
Kleinere Gleichungssysteme lassen sich analytisch „von Hand“ lösen, für umfangreichere Schaltkreise werden numerische Methoden (Computerprogramme) verwendet.

## Überlagerungsverfahren nach Helmholtz
Das Überlagerungsverfahren beruht auf dem Superpositionsprinzip bei linearen Systemen.
Vorgehen:
- Bis auf eine Quelle werden alle anderen entfernt. Spannungsquellen werden durch Kurzschlüsse ersetzt bzw. Stromquellen als Unterbrechung gesehen. Die Innenwiderstände der Quellen verbleiben jedoch in der Schaltung.
- Die gesuchten Teilströme mit der verbliebenen Quelle werden berechnet.
- Das Vorgehen wird für jede andere Quelle wiederholt.
- Zum Schluss wird die vorzeichenrichtige Addition der errechneten Teilströme für die betrachteten Zweige durchgeführt.

Ergebnis:
Der gesuchte Teilstrom wurde ermittelt.

## Maschenstromverfahren
Mit zunehmender Komplexität steigt der Aufwand zur Berechnung des Netzwerks mit der Zweigstromanalyse. Eine Reduzierung des Rechenaufwands ergibt sich durch das Maschenstromverfahren (auch als Schleifenanalyse bekannt).
Vorgehen (Kurzform):
1. Netzwerk vereinfachen

Wien-Brücke

In das Baum-Diagramm eingezeichnete Maschen

2. Baum wählen, ideale Stromquellen als Sehne
3. Nicht ideale Stromquellen in eine äquivalente Spannungsquelle umwandeln
4. Maschen festlegen
5. Matrix aufstellen:
{\displaystyle {\begin{pmatrix}r_{11}&\dots &r_{1n}\\\vdots &\ddots &\vdots \\r_{n1}&\dots &r_{nn}\end{pmatrix}}\cdot {\begin{pmatrix}i_{M1}\\\vdots \\i_{Mn}\end{pmatrix}}={\begin{pmatrix}u_{qM1}\\\vdots \\u_{qMn}\end{pmatrix}}}
{\displaystyle r_{ii}=\sum R\ in\ M_{i}}
{\displaystyle r_{ij}=r_{ji}=\sum [R\ {\text{in}}\ M_{i}\ {\text{und}}\ M_{j}\cdot {\text{Umlaufsinn}}(M_{i},M_{j})]}
{\displaystyle u_{qMi}=\sum [U_{q}\ {\text{in}}\ M_{i}\cdot (-1)\cdot {\text{Pfeil}}(U_{q},M_{i})]}
Sonderfall ideale Stromquellen (Iq)
{\displaystyle {u_{qMi}=\sum [U_{q}\ {\text{in}}\ M_{i}\cdot (-1)\cdot {\text{Pfeil}}(U_{q},M_{i})]-I_{q}\cdot \sum [R\ {\text{in}}\ M_{i}\ {\text{und}}\ M_{Iq}\cdot {\text{Umlaufsinn}}(M_{i},M_{Iq})]}}
6. Gleichungssystem lösen
7. Zweigströme berechnen anhand der Summe der Maschenströme
{\displaystyle I_{1}=-I_{M2}}
{\displaystyle I_{5}=I_{M1}+I_{M2}}

## Knotenpotentialverfahren
Wie beim Maschenstromverfahren ergibt sich beim Knotenpotentialverfahren ein reduziertes lineares Gleichungssystem.
Vorgehen (Kurzform):
1. Spannungsquellen in äquivalente Stromquelle umwandeln
2. Bezugsknotenpotential („Masse“) wählen, ideale Spannungsquellen an Bezugspotential angeschlossen (ansonsten mit dieser Anleitung nicht lösbar)
3. Restliche Knoten durchnummerieren
4. Matrix aufstellen, Knoten mit idealer Spannungsquelle weglassen
{\displaystyle {\begin{pmatrix}g_{11}&\dots &g_{1n}\\\vdots &\ddots &\vdots \\g_{n1}&\dots &g_{nn}\end{pmatrix}}\cdot {\begin{pmatrix}u_{10}\\\vdots \\u_{n0}\end{pmatrix}}={\begin{pmatrix}i_{q1}\\\vdots \\i_{qn}\end{pmatrix}}}
{\displaystyle g_{ii}=\sum G{\text{ mit Knoten }}i{\text{ verbunden}}}
{\displaystyle g_{ij}=g_{ji}=-1\cdot \sum G{\text{ zwischen den Knoten }}i{\text{ und }}j{\text{ (Koppelleitwerte)}}}
{\displaystyle i_{qi}=\sum I_{q}{\text{ an Knoten}}{,}\ I_{q}{\text{vom Knoten weg fließend sind negativ}}}
5. Bei mit idealer Spannungsquelle gekoppelter Knoten, Spannungsquelle mit Koppelleitwert multiplizieren und zum Stromvektor addieren, wenn der Spannungspfeil zum Bezugsknotenpotential hin zeigt, andernfalls abziehen.
6. Gleichungssystem lösen.
7. Zweigspannung Uij = ui0−uj0 aus den Knotenpotentialen ermitteln und daraus den Zweigstrom erreichen.

## Widerstandswürfel

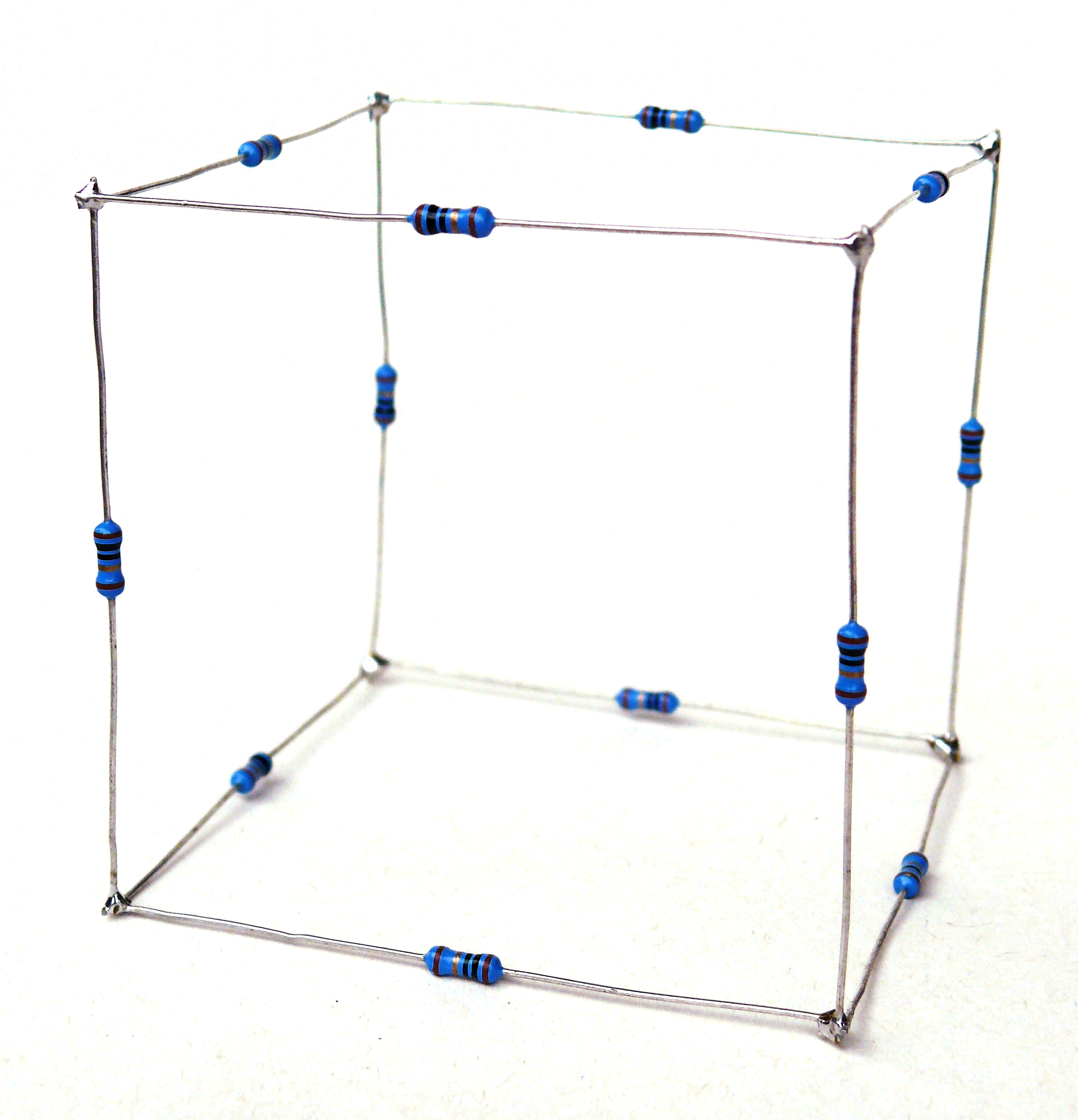
Widerstandswürfel aus zwölf gleichen Widerständen

Ein Problem der Netzwerkanalyse ist der sogenannte Widerstandswürfel, der von zwölf gleichen würfelförmig miteinander verlöteten ohmschen Widerständen gebildet wird. Für diese Konstruktion ist der Gesamtwiderstand über die Raumdiagonale A'C zu ermitteln.

Würfel mit bezeichneten Ecken und eingezeichneten Diagonalen

Das Problem kann durch Symmetrieüberlegungen vereinfacht werden. Der Widerstandswürfel wird mit zwölf gleichen Widerständen aufgebaut und ist deshalb auch elektrisch symmetrisch (3-fache Rotationssymmetrie um die Raumdiagonale als Achse). Durch die drei an einer Ecke (nur an den Ecken auf der Raumdiagonale) miteinander verbundenen Widerstände fließen wegen der Symmetrie beim Anlegen einer Spannung auch gleich große Ströme. Die der betrachteten Ecke abgewandten Enden dieser drei Widerstände liegen deshalb untereinander ebenfalls auf demselben Potential. Verbindet man Punkte gleichen Potentials, Äquipotentialpunkte, miteinander leitend, fließt über diese Verbindungen kein Strom in Ermangelung einer Spannung zwischen diesen. Daraus folgt, dass diese zusätzlichen Verbindungen die Schaltung nicht verändern. Ferner ist ersichtlich, dass durch die Widerstände der gleiche Strom fließen muss, da an ihnen dieselbe Spannung abfällt. So lassen sich am Widerstandswürfel bei der Ermittlung des Gesamtwiderstands über den Ecken der Raumdiagonalen (in der Grafik die Ecken A' und C) zwei mal drei potentialgleiche Punkte (in der Grafik die Punkte A, B', D' und B, C', D) finden, die ohne eine elektrische Veränderung zu verursachen, jeweils miteinander verbunden werden können. Nach dem Herstellen dieser Verbindungen ergibt sich die übersichtliche Reihenschaltung einer Parallelschaltung von drei Widerständen mit einer Parallelschaltung von sechs Widerständen und einer Parallelschaltung von drei Widerständen.
{\displaystyle R_{\mathrm {ges} }={\frac {1}{3}}\cdot R+{\frac {1}{6}}\cdot R+{\frac {1}{3}}\cdot R={\frac {5}{6}}\cdot R}